# Oranjehotel

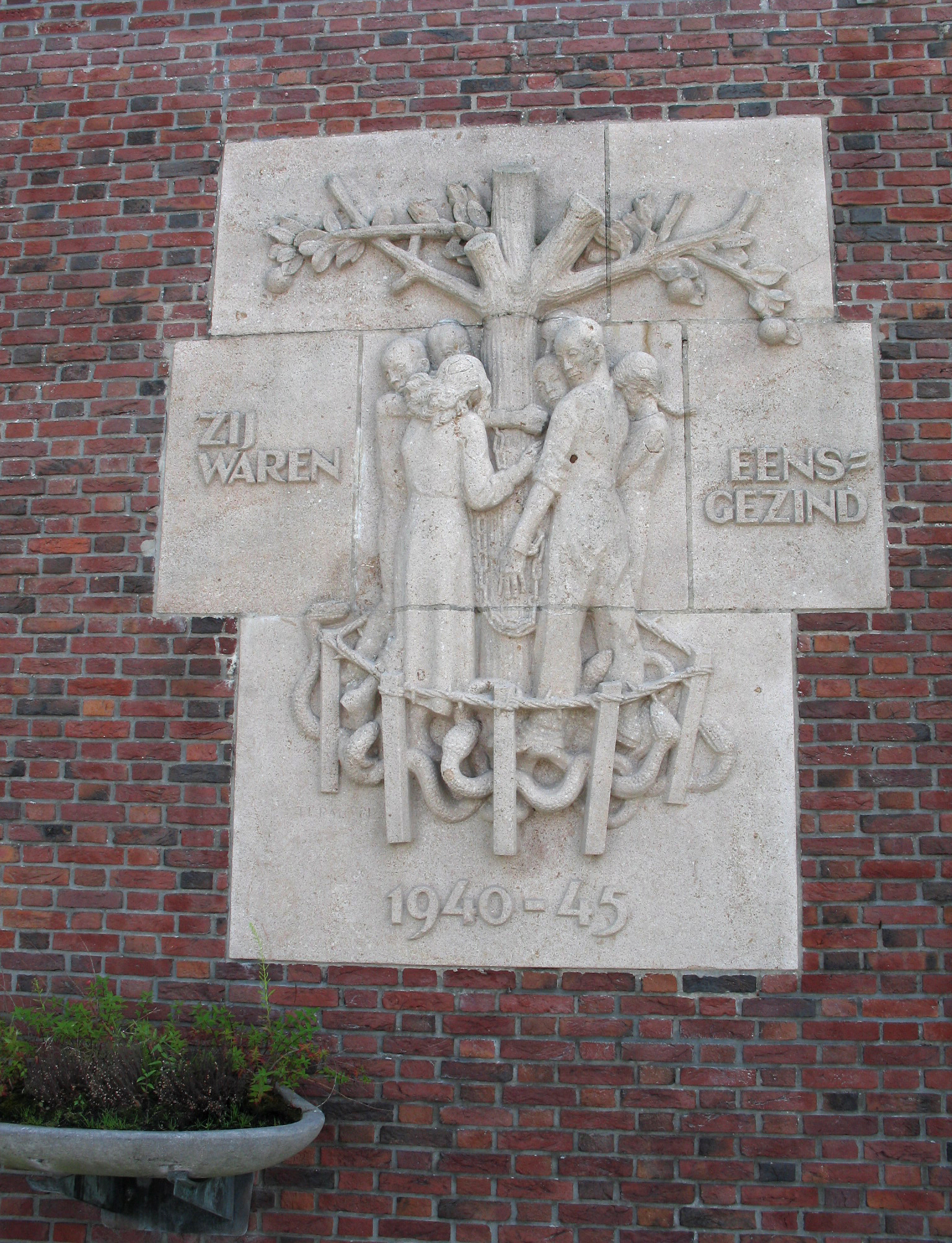
Gedenksteen Zij waren eensgezind in de buitenmuur van het Nationaal Monument Oranjehotel (beeldhouwer: Albert Termote)

Het Oranjehotel was de bijnaam van de Polizeigefängnis in het huis van bewaring in Scheveningen gedurende de Tweede Wereldoorlog.
Tussen 1940 en 1945 zaten ruim 25.000 mensen gevangen in het Oranjehotel. De meerderheid was gearresteerd wegens verzet, ongehoorzaamheid of uitingen van onvrede met de Duitse bezetter. Daarnaast zaten er Joden, Jehova's Getuigen, Roma en Sinti en mensen die waren gearresteerd wegens economische delicten opgesloten, zoals diefstal en zwarthandel. Velen werden veroordeeld tot straffen in Duitse kampen of gevangenissen. Ook werden ruim 250 gevangenen ter dood veroordeeld en op de nabijgelegen Waalsdorpervlakte gefusilleerd. De naam Oranjehotel dateert uit het begin van de Duitse bezetting en wordt sindsdien gebruikt als eerbetoon aan de vele daar opgesloten verzetsmensen.

## Voorgeschiedenis
Aan het eind van de Eerste Wereldoorlog werd in de tuinen van de Bijzondere Strafgevangenis in Scheveningen een cellenbarak gebouwd. Door de toenemende smokkel en criminaliteit was er een tekort aan cellen en als tijdelijke oplossing werd gekozen voor een gelijkvloerse cellenbarak, bestaande uit 500 eenpersoonscellen. De grootte van de cellen voldeed niet aan de standaard van die tijd en de voorzieningen waren beperkt.
Van 1919 tot 1940 diende de cellenbarak van de Scheveningse gevangenis als huis van bewaring voor kleine criminelen. Na de Duitse inval van 10 mei 1940 werden er Duitse krijgsgevangenen, NSB'ers en Rijksduitsers, die gevangengenomen waren tijdens de gevechten in en om de Residentie, opgesloten. Na de capitulatie van Nederland namen de nazi's de gevangenis over.

## Oorsprong van de naam Oranjehotel
De naam Oranjehotel werd eind 1940 al voor het eerst gebruikt en werd op 8 maart 1941 genoemd in de illegale krant De Vrije Pers en op 10 mei 1941 in Vrij Nederland. Onder de Nederlandse bevolking werd al snel bekend dat in de Scheveningse cellenbarak veel leden van verzetsgroepen en andere principiële tegenstanders van de Duitse bezetter gevangenzaten. Oranje, de naam van de Nederlandse koninklijke familie, was hét symbool van het verzet tegen de Duitse bezetter. Uit deze beginperiode dateert ook het bekende anonieme gedichtje, dat sinds 1941 de ronde deed en op de gevangenismuren werd opgehangen:
In deze bajes / zit geen gajes / maar Hollands glorie / potverdorie!
Ook verwijst de naam vermoedelijk naar het Hotel d'Orange, een hotel dat aan de Boulevard van Scheveningen lag en dat veelal ook met de Nederlandse benaming Oranje-Hotel werd aangeduid. Het Hotel d'Orange werd in de oorlogsperiode 1940-1945 zwaar beschadigd en werd begin jaren vijftig afgebroken.

## 1940-1945
Na de capitulatie van Nederland werd het hoofdgebouw van de Scheveningse gevangenis door de Duitse bezetter in gebruik genomen als Deutsches Untersuchungs- und Strafgefängnis en Kriegswehrmachtgefängnis. Vanwege de Duitse vrees voor een mogelijke geallieerde landing op de kust van Scheveningen, werden deze twee eind juni 1942 verplaatst naar Utrecht. In november 1940 nam de Duitse politie de cellenbarak van de Scheveningse gevangenis in gebruik als Polizeigefängnis (Politiegevangenis): 'Het Oranjehotel'. Het was een huis van bewaring voor arrestanten van de Duitse politie, de Sipo-SD (Sicherheitspolizei und Sicherheitsdienst).

### Leiter

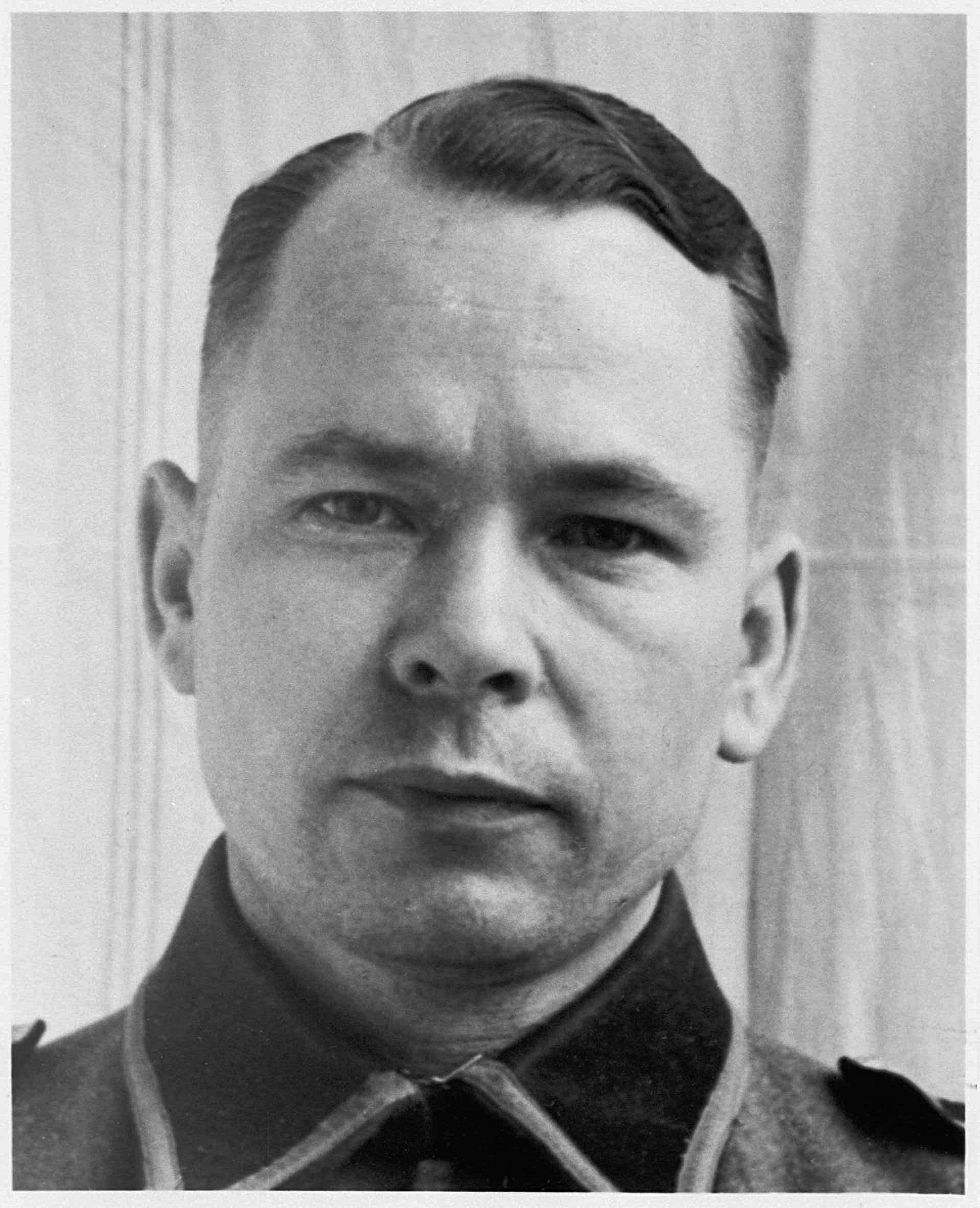
Hans Schweiger, bijgenaamd 'das Plurschwein', een van de Duitse Leiter en bewakers van het Oranjehotel

Het Oranjehotel stond onder beheer van de Sipo-SD, maar het dagelijkse bestuur was in handen van een Leiter. Deze directeursfunctie werd aanvankelijk ingenomen door Duitse politie-inspecteurs, later door lage officieren van de SS. De Leiter had veel invloed op het dagelijks leven in het Oranjehotel. Hij bepaalde de rechten en de beperkingen van de gevangenen. Elke directeur drukte zijn eigen stempel op het gevangenisregime. 
In 1940 was Harry Harder, een beambte van de Kriminalpolizei, commandant. Harder werd in februari 1941 opgevolgd door SS-onderofficier Hans Schweiger. Binnen korte tijd bracht Schweiger een koerswijziging door en verhardde het regime. Tegelijkertijd verstevigde de Sipo-SD zijn greep op het Oranjehotel en werd het Nederlandse personeel grotendeels door SS-bewaking vervangen. Twee maanden daarna werd Hans Joch boven Schweiger aangesteld, die aanbleef als ondercommandant. Onder het bewind van Joch verbeterde de leefkwaliteit van de gevangenen. Dit veranderde nadat Willy Boy in juni 1942 de leiding van het Oranjehotel in handen kreeg. Boy was vaak afwezig, waardoor in feite Schweiger weer de dagelijkse leiding in handen kreeg. Hij had een bijzonder slechte reputatie.  Onder de gevangenen had Schweiger de bijnaam “das Plurschwein”. Historicus Lou de Jong omschreef hem als 'een brood-Nazi en bovendien corrupt, een felle antisemiet en een bruut'. Onder Schweiger kregen gevangenen niet meer dan het absoluut minimum aan eerste levensbehoeften. De gevangenen werden onder zijn leiding onderworpen aan vernedering, mishandeling en marteling. Na een korte periode waarin vermoedelijk de leiding in handen lag van de Sipo-SD, tussen juni 1944 en april 1945, nam Schweiger in april 1945 de functie van Leiter weer in.

### Gevangenen
Het Oranjehotel speelde een belangrijke rol in de vervolging van de verschillende vormen van verzet in bezet Nederland. In de cellen van de Scheveningse gevangenis zaten mensen uit alle lagen van de bevolking: militairen, studenten, arbeiders, kunstenaars, ambtenaren, politici, geestelijken - mannen, vrouwen en kinderen. Ze waren afkomstig uit het hele land. De meerderheid was gearresteerd wegens verzet of uitingen van burgerlijke ongehoorzaamheid. In het bijzonder tot begin 1941 hadden politieke gevangenen de overhand in het Oranjehotel. Daarnaast was de gevangenis een doorvoerplaats voor gevangenen die waren opgepakt vanwege hun etniciteit, levensbeschouwing of seksuele geaardheid. Ook zaten in het Oranjehotel economische criminelen vast: dieven, illegale slachters en zwarthandelaren die het distributiesysteem overtraden.   
De eerste grote groep verzetsmensen die er eind 1940 werd opgesloten, waren leden van de Geuzengroep. Meer dan honderd Geuzen zaten tegelijkertijd in het Oranjehotel. Vijftien van hen, en drie Februaristakers, werden op 13 maart 1941 op de Waalsdorpervlakte gefusilleerd (de befaamde 'Achttien Doden' waar Jan Campert zijn gedicht over schreef). Daarna kwamen er op 2 april 1941 47 leden van de Stijkelgroep en vanaf begin juni 1941 een nog groter aantal communisten en vele andere politieke gevangenen.  
Sommige gevangenen werden tijdens de verhoren gemarteld om ze te laten spreken. Verantwoordelijk hiervoor waren de Sicherheitsdienst, waarvan 'de doctor' Ernst Knorr berucht was om zijn vergaande technieken, en leden van de Haagse gemeentepolitie. Er zijn verschillende mensen doodgemarteld of vermoord in het Oranjehotel, zoals Pieter Philippus van den Berg (communist) op 29 augustus 1940, Sjaak Boezeman (de Geuzengroep) op 9 januari 1941 en Herman Holstege (communist) op 2 september 1941.
In totaal hebben tijdens de bezetting ruim 25.000 mensen vastgezeten in het Oranjehotel. Zij werden gearresteerd door de Duitsers vanwege uiteenlopende daden van verzet of Deutschfeindlichkeit, van het luisteren naar Radio Oranje tot het plegen van aanslagen tegen Duitsers en economische criminaliteit. Na behandeling van hun zaak door de nazi’s werden sommigen vrijgelaten, maar vele duizenden werden veroordeeld tot langdurige verblijven in de Duitse kampen of tuchthuizen. Ruim 250 terdoodveroordeelden zijn vanuit het Oranjehotel op de Waalsdorpervlakte gefusilleerd.

## Na 1945
Op 6 mei 1945 kwamen de eerste gevangenen uit het Oranjehotel vrij. Na vertrek van de laatste gevangenen werd de Scheveningse gevangenis een Centrale Bewaarplaats voor Politieke Gevangenen. Er werden mensen opgesloten die hadden samengewerkt met de Duitse bezetter en het naziregime, onder wie NSB-leider Anton Mussert, Meinoud Rost van Tonningen en Max Blokzijl. Ook kwam Ernst Knorr hier terug, nu niet als verhoorder maar als gevangene. Majoor E.P. Weber was commandant van het voormalige Oranjehotel. In 1949 werd de cellenbarak weer in gebruik genomen als 'gewoon' huis van bewaring.
Verzetsman Eduard Veterman schreef na de bevrijding het toneelstuk Oranje Hotel, waarvan 150 voorstellingen gespeeld werden.

## Stichting Oranjehotel
Een aantal ex-gevangenen, het Nederlandse Rode Kruis en het Rijksinstituut voor Oorlogsdocumentatie richtten op 24 juni 1946 het Comité Oranjehotel op. Zij besloten in het Oranjehotel 'een blijvende herinnering aan te brengen (...) in de vorm van een monument of gedenkplaats en enkele dodencellen te bewaren als een soort bedevaartplaats'. Het door hen gerealiseerde Monument Oranjehotel bestaat uit 'Doodencel 601', 'het Poortje', de gedenkplaat 'Zij waren eensgezind' en de 'Doodenboeken'. Om het Monument Oranjehotel te beheren richtten zij op 6 mei 1947 de Stichting Oranjehotel op, die na oplevering van het monument en de Cel 601 tevens jaarlijks een herdenking is gaan organiseren. De afgelopen jaren heeft de Stichting zich ingezet voor het behoud en de renovatie van het Oranjehotel als een authentiek monument. Dit resulteerde in een publiek toegankelijk Herinneringscentrum, waarin met een vaste tentoonstelling de verhalen van de gevangenen worden verteld. De stichting heet sinds 2021 Stichting Nationaal Monument Oranjehotel. (afgekort: Stichting NM Oranjehotel).

## Cel 601
Een aantal cellen in de middelste gang van het Oranjehotel, de D-gang, werd gebruikt als dodencellen. Hier wachtten terdoodveroordeelden op het bevel om door het Poortje naar de vrachtwagen te lopen die hen naar de Waalsdorpervlakte zou brengen. Deze gevangenen stonden onder een minder streng regime. Ze kregen soms wat te roken, mochten bezoek ontvangen van een dominee of priester en afscheidsbrieven schrijven. Meerdere van deze afscheidsbrieven zijn bewaard gebleven en in het Nationaal Monument Oranjehotel te zien.
Cel 601 is in oorspronkelijke staat behouden. De muren tonen de authentieke inscripties van de gevangenen, waarmee hoop, angst en verlangen naar huis werden geuit. Er is een bed, krukje, klaptafel, kapstok, houten plankje en Kübelton (waar de gevangenen hun behoeften op moesten doen). Cel 601 vormt de kern van het Nationaal Monument Oranjehotel. Tijdens de jaarlijkse herdenking leggen honderden mensen bloemen bij Cel 601.
In 2020 ontdekten vier studenten van de TU Delft op een muur in het Oranjehotel inscripties van Daniël de Blocq van Scheltinga. Het gaat om teksten die hij in de maanden na zijn arrestatie in de muur van Cel 601 kerfde. Nog niet eerder werd een naoorlogse tekst van nazisympathisanten of collaborateurs ontdekt.

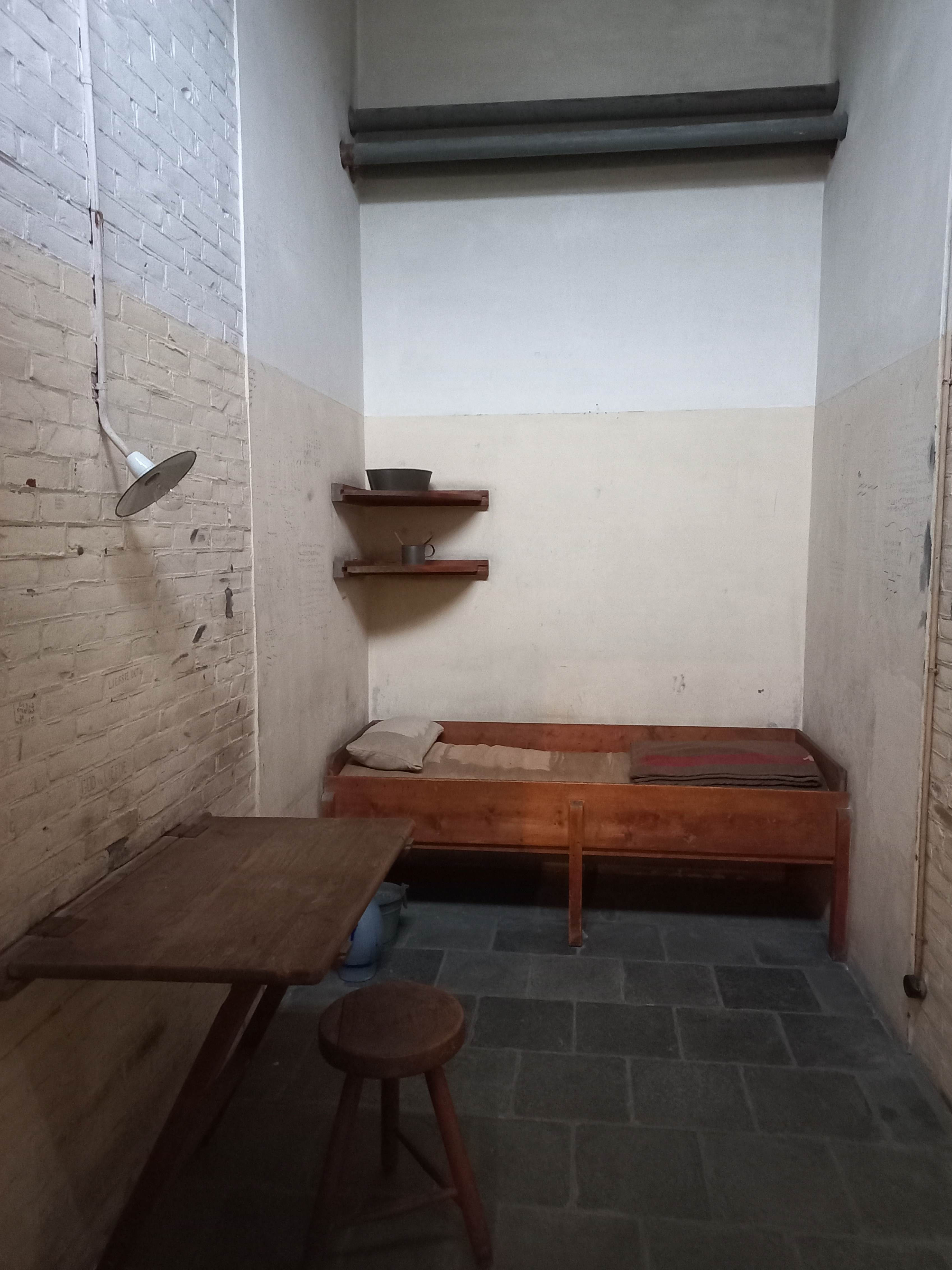
Cel 601 in het Oranjehotel in Scheveningen foto vanaf de deur
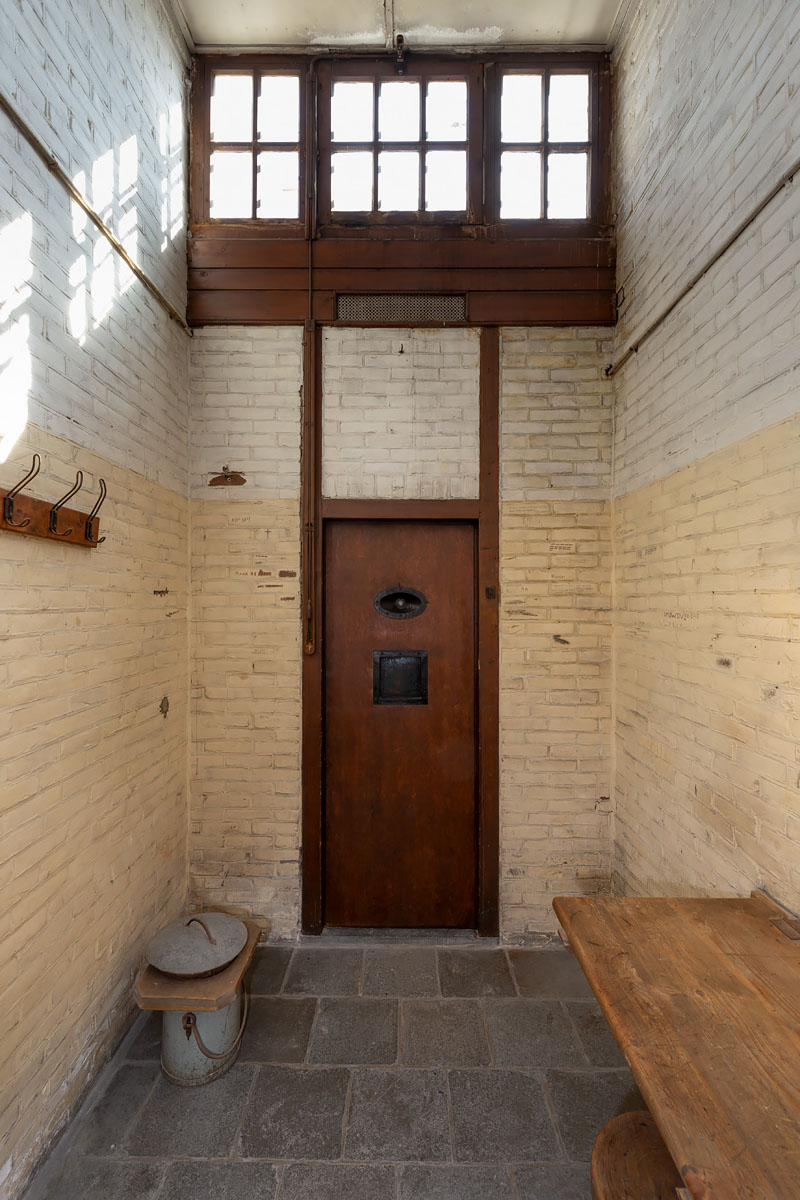
Cel 601 in het Oranjehotel
- Inwijding van Doodencel 601 als plek van herdenking, in 1946
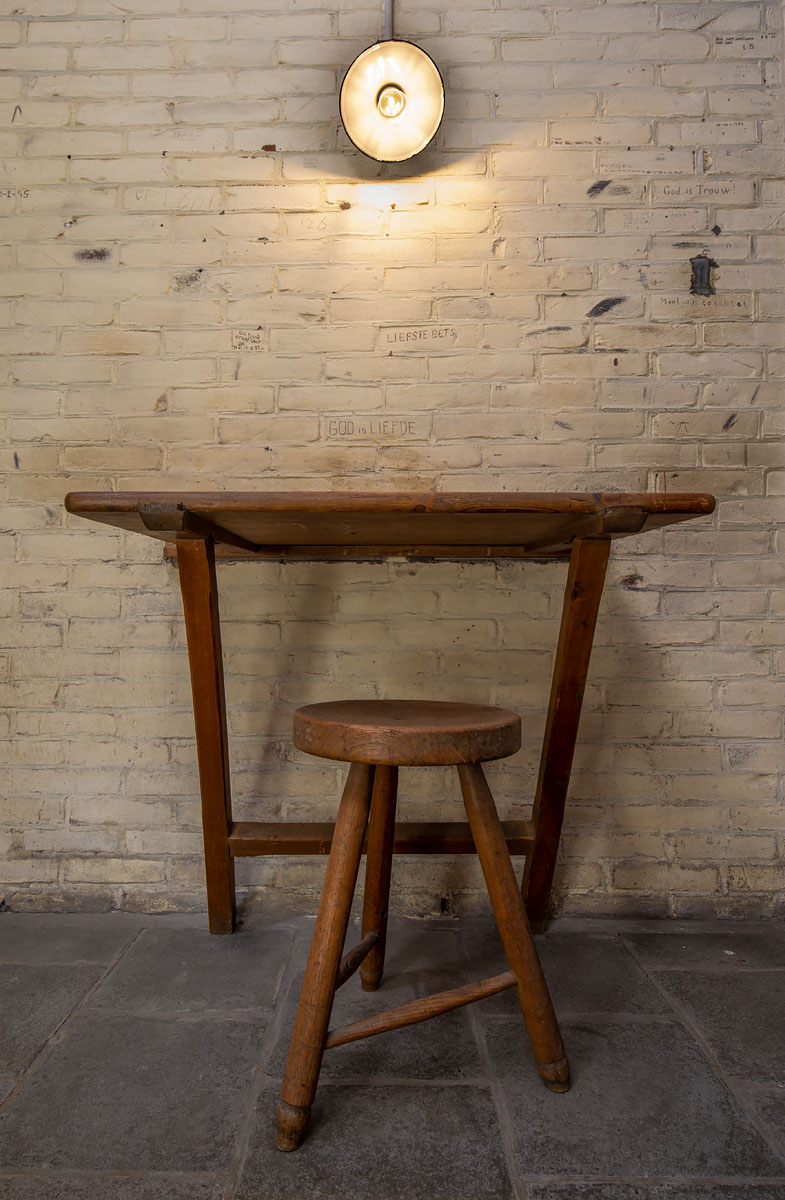
Tafel en kruk Cel 601, Nationaal Monument Oranjehotel
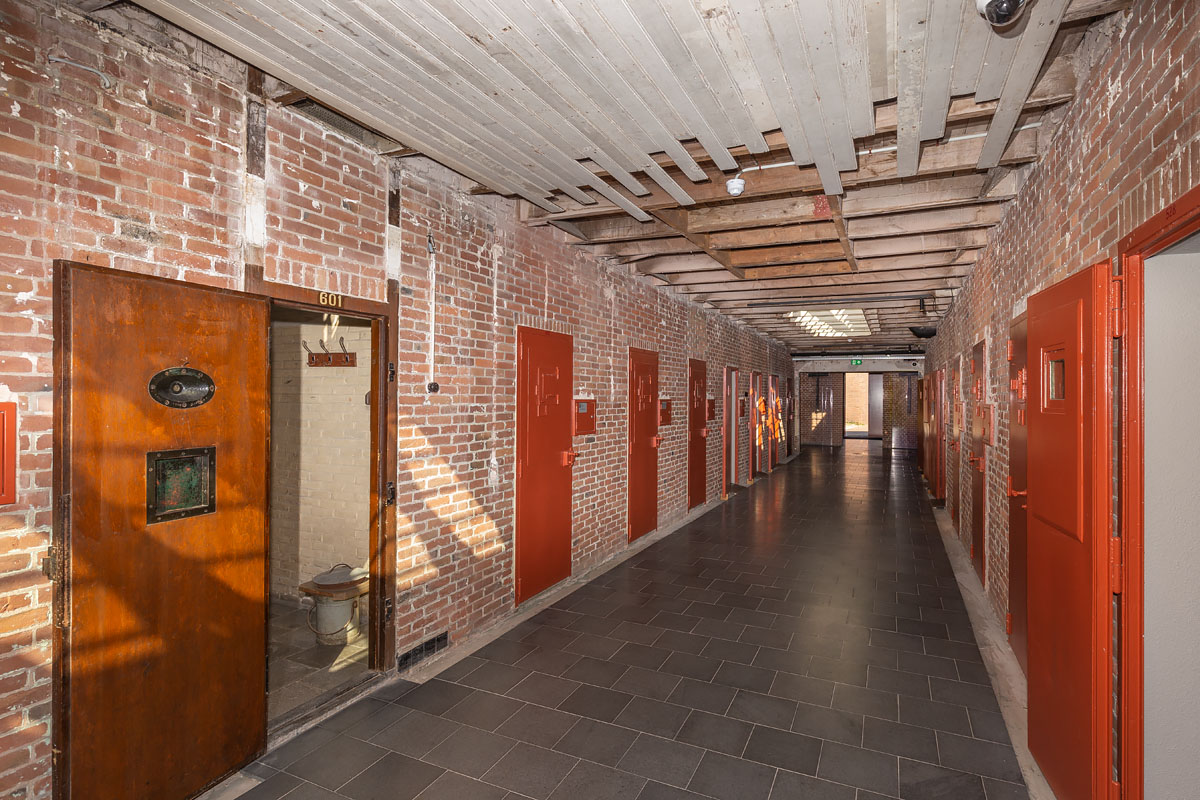
D-gang met Cel 601, Nationaal Monument Oranjehotel

## Het Poortje

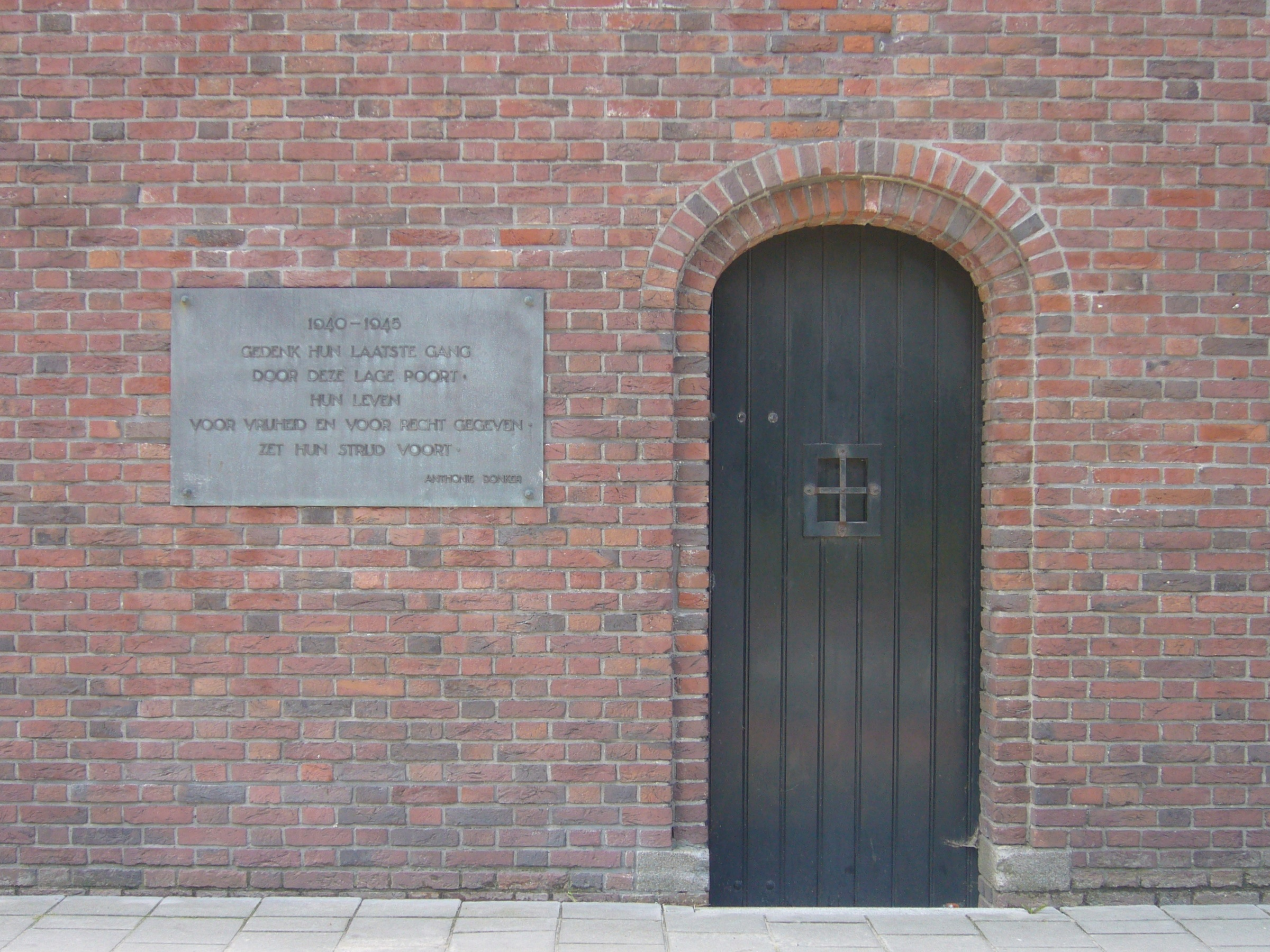
Poortje en plaquette aan de Van Alkemadelaan

Aan de Van Alkemadelaan bevindt zich, naast een grote poort, een kleine poort in de buitenmuur. Door deze kleine poort werden de terdoodveroordeelden naar buiten gevoerd om op de Waalsdorpervlakte te worden geëxecuteerd.
Naast de deur is in 1949 een plaquette geplaatst ter nagedachtenis aan allen die hier weggevoerd werden naar de Waalsdorpervlakte. De tekst op de plaquette is van oud-gevangene, hoogleraar en auteur Nico Donkersloot (pseudoniem: Antonie Donker) en luidt:

1940 - 1945

GEDENK HUN LAATSTE GANG

DOOR DEZE LAGE POORT,

HUN LEVEN

VOOR VRIJHEID EN VOOR RECHT GEGEVEN.

ZET HUN STRIJD VOORT.

## Doodenboeken en Gedenkboek

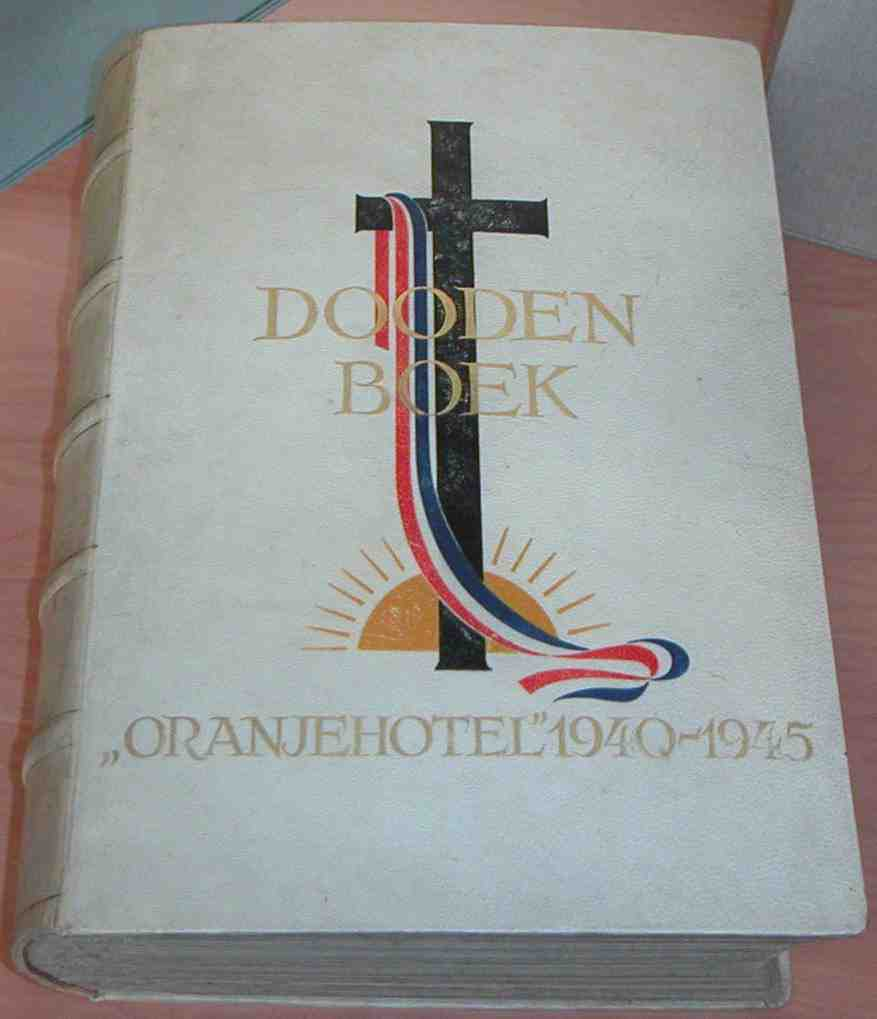
Een van de vier Doodenboeken die in het Nationaal Archief worden bewaard

De Doodenboeken zijn vier banden met foto’s en levensbeschrijvingen van 734 verzetsmensen die tijdens of na hun verblijf in het Oranjehotel zijn omgekomen. De Doodenboeken zijn kort na de oorlog samengesteld op basis van informatie over oud-gevangenen van het Oranjehotel die toen verzameld kon worden. De gegevens zijn verre van compleet, maar de boeken vormen een indrukwekkend monument voor de gevallenen. Ze zijn in bewaring gegeven bij het Nationaal Archief en digitaal te raadplegen. Sinds september 2019 is een van de Doodenboeken in de vaste tentoonstelling van het Nationaal Monument Oranjehotel te zien. Tijdens de jaarlijkse herdenking worden de boeken in Cel 601 gelegd.
Naast de Doodenboeken werd vlak na de oorlog door majoor E.P. Weber het Gedenkboek van het Oranjehotel samengesteld. Dit als eerbetoon aan alle mannen en vrouwen die in het Oranjehotel gevangen hadden gezeten. In het Gedenkboek legde Weber een groot aantal inscripties vast, die hij op de muren van de cellen tegenkwam. Ook riep hij oud-gevangenen op hun ervaringen op te schrijven en de reacties op zijn oproep vormden de basis van het Gedenkboek. Aan het eind van het boek is tevens een lijst met namen van gevangenen. Deze lijst is echter verre van compleet. Gedetailleerde lijsten van gevangenen van het Oranjehotel zijn niet beschikbaar. Kort voor het einde van de oorlog zijn de archieven van de gevangenis grotendeels door de Duitsers vernietigd.

## Jaarlijkse herdenking

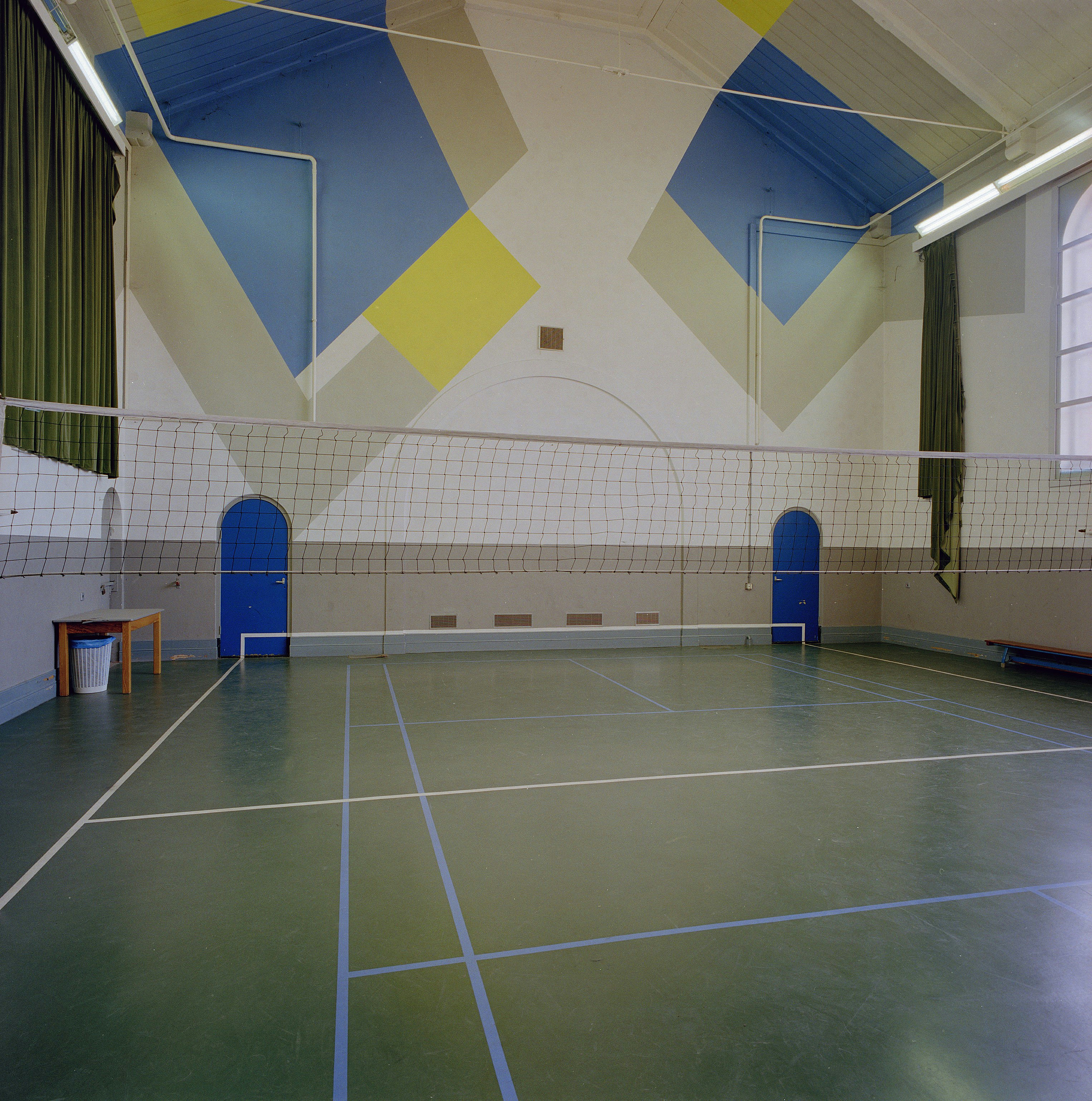
In de voormalige kerkruimte, tegenwoordig in gebruik als sportzaal, vond tot 2016 jaarlijks de Herdenking Oranjehotel plaats.

Sinds 1946 wordt op de laatste zaterdag van september of de eerste zaterdag van oktober de jaarlijkse herdenking gehouden. Tijdens de herdenking wordt een herdenkingsrede uitgesproken door een prominente Nederlander en wordt eer betoond aan de gevangenen van het Oranjehotel tijdens een stille gang langs Cel 601. De herdenking wordt ieder jaar door zo’n 400 mensen bijgewoond, onder wie vertegenwoordigers van de Staten-Generaal, de regering, de stad Den Haag, de provincie Zuid-Holland en vele organisaties van oud-gevangenen. Daarnaast worden de gevangenen die gefusilleerd zijn jaarlijks op 4 mei herdacht op de Waalsdorpervlakte.

## Nationaal Monument Oranjehotel

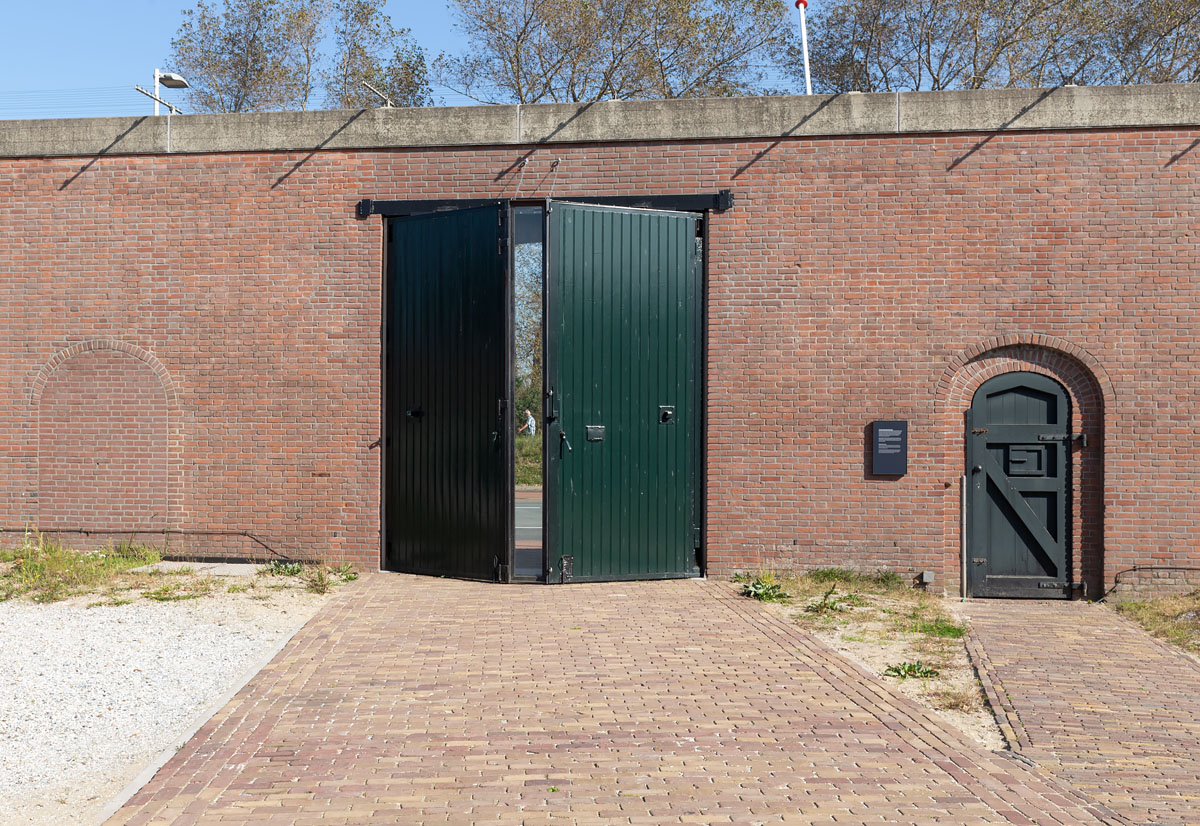
Toegangspoort en poortje, Nationaal Monument Oranjehotel

Sinds 2009 is de Scheveningse cellenbarak, het voormalige Oranjehotel, niet meer in gebruik voor detentie. Gezien het historische belang van de cellenbarak maakte de Stichting Oranjehotel plannen om Cel 601 te behouden en open te stellen voor publiek. In samenwerking met de Rijksgebouwendienst en het Ministerie van Veiligheid en Justitie werd een ontwerp gemaakt voor een herinneringscentrum, waarvan de uitvoering in 2016 ondertekend is. Het behoud van het gehele complex bleek niet mogelijk. Nadat in 2016 twee derde van de cellenbarak was afgebroken, begonnen in 2018 de renovatie en inrichting van het Nationaal Monument Oranjehotel. Op 15 januari 2018 werd Anke van der Laan aangesteld als eerste directeur van het Nationaal Monument Oranjehotel. Voordien was zij 15 jaar hoofd tentoonstellingen en collecties van het Frans Hals Museum en De Hallen Haarlem.
Na een lange periode van voorbereidingen werd het Nationaal Monument Oranjehotel op 6 september 2019 door Z.M. Koning Willem Alexander geopend. De cellenbarak is omgebouwd tot herinneringscentrum, waar de verhalen worden verteld van de mensen die hier gevangen hebben gezeten. Hun verhalen laten zien hoe kwetsbaar vrijheid is en welke keuzes mensen maken op het moment dat rechteloosheid, onderdrukking en vervolging de samenleving in hun greep hebben. Bezoekers horen de verhalen via een audiotour die zij bij de ingang krijgen. Tevens kunnen zij films zien over het leven in de gevangenis. Ook publiceerde historicus dr. Bas von Benda-Beckmann, in opdracht van de Stichting Oranjehotel, begin september 2019 zijn wetenschappelijke studie naar het Oranjehotel: Het Oranjehotel. Een Duitse gevangenis in Scheveningen.
Sinds 2021 is Nationaal Monument Oranjehotel opgenomen in het Museumregister Nederland.
In september 2021 werden het Oranjehotel en de Waalsdorpervlakte uitgeroepen tot Rijksmonument. 

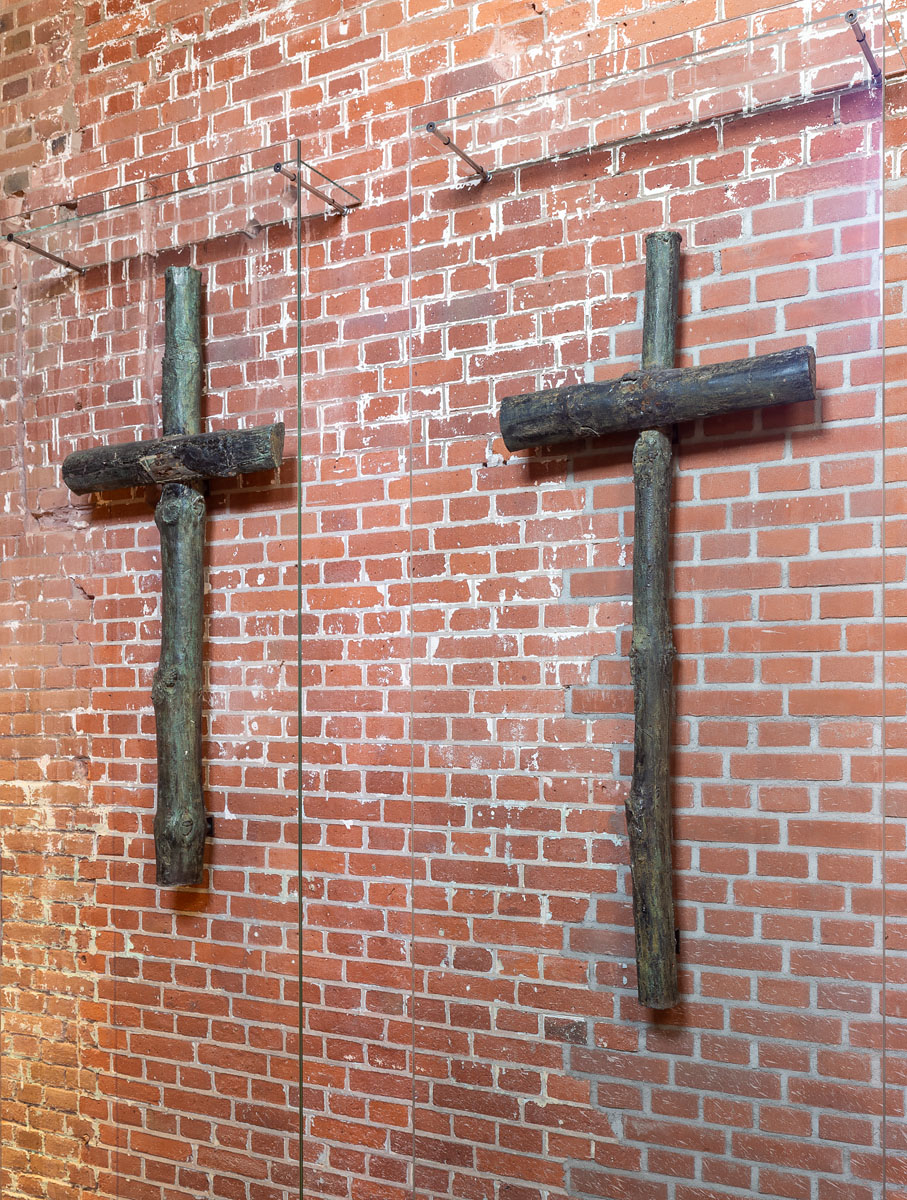
Kruizen Waalsdorpervlakte, Nationaal Monument Oranjehotel